# Scolia

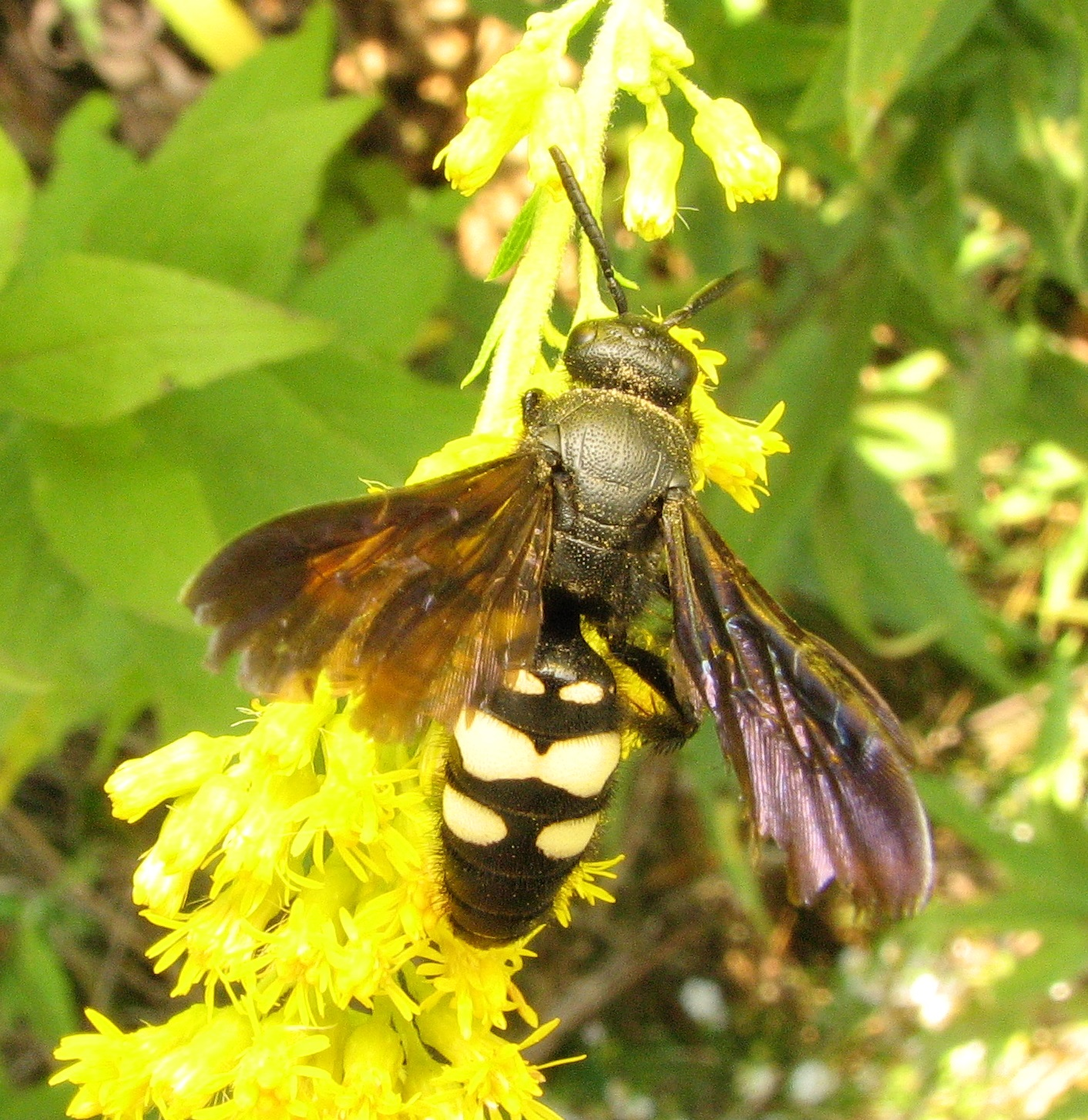
Scolia bicincta, hembra

Scolia es un género de avispas solitarias de la familia de los escólidos. Son holárticas, más numerosas en el Viejo Mundo (30 especies en Europa, solo 7 especies en el nuevo mundo).

## Especies
Las siguientes especies se clasifican en el género Scolia, que se divide en subgéneros, Discolia y Scolia:

### SubgéneroDiscolia
- Scolia hirta Schrank, 1781

### SubgéneroScolia
- Scolia anatoliae Osten, 2004
- Scolia asiella Betrem, 1935
- Scolia bicincta Fabricius, 1775
- Scolia bifasciata Swederus, 1787
- Scolia carbonaria Linneus, 1767
- Scolia consors Saussure, 1863
- Scolia cypria Saussure, 1854
- Scolia dubia Say, 1837
- Scolia erythrocephala Fabricius, 1798
- Scolia fallax Eversmann, 1849
- Scolia flaviceps Eversmann, 1846
- Scolia fuciformis Scopoli, 1786
- Scolia galbula Pallas, 1771
- Scolia guttata Burmeister, 1853
- Scolia hortorum Fabricius, 1787
- Scolia mexicana Saussure, 1858
- Scolia nobilitata Fabricius, 1805
- Scolia orientalis Saussure, 1856
- Scolia procera Illig.
- Scolia sexmaculata O. F. Müller, 1766

### SubgéneroCarinoscolia
- Scolia fascinata